# Cot Dibayu
Cot Dibayu är en kulle i Indonesien.   Den ligger i provinsen Aceh, i den västra delen av landet, 1 700 km nordväst om huvudstaden Jakarta. Toppen på Cot Dibayu är 94 meter över havet.
Terrängen runt Cot Dibayu är platt norrut, men söderut är den kuperad. Havet är nära Cot Dibayu norrut.  Trakten runt Cot Dibayu är nära nog obefolkad, med mindre än två invånare per kvadratkilometer. I omgivningarna runt Cot Dibayu växer i huvudsak städsegrön lövskog.